# Cztery Trzecie

Logo systemu 4/3

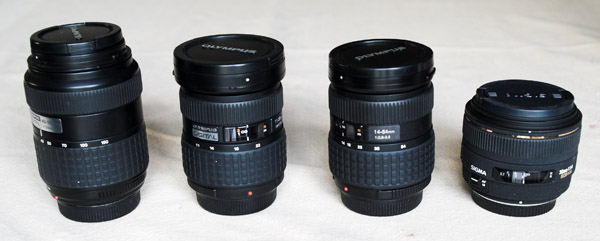
Cztery obiektywy do lustrzanek formatu 4/3: Olympus (40–150 mm, 11–22 mm, 14–54 mm) oraz Sigma (30 mm)

Matryca 4/3 wśród innych rozmiarów matryc światłoczułych

Cztery Trzecie, 4/3 (ang. Four Thirds) – format przetwornika obrazu w aparatach cyfrowych, a zarazem proporcje fotografii cyfrowej, stworzony przez Olympusa i Kodaka. Nazwa odnosi się do wyrażonej w calach średnicy koła światła rzucanego przez obiektyw. Zdjęcia z aparatów formatu 4/3 mają standardowo proporcje boków również 4:3.
System 4/3 przeznaczony jest do lustrzanek. Systemem pokrewnym jest Mikro Cztery Trzecie (MFT, M43, ang. Micro Four Thirds), w którym stosowany jest ten sam standard przetwornika, ale obiektywy są przeznaczone do aparatów bezlusterkowych (ang. mirrorless).

## O systemie
System charakteryzuje się uzyskiwaniem tych samych kątów widzenia, co w przypadku pełnej klatki 35 mm (full frame), przy użyciu obiektywów o mniejszej ogniskowej. Jest to spowodowane zastosowaniem matrycy o bokach dwukrotnie mniejszych (tzw. crop równy jest 2) od systemu pełnej klatki (inni producenci stosują matryce ok. 1,5× mniejsze od pełnej klatki lub, w wyższych modelach, matryce wielkości pełnej klatki).
Długość standardowej ogniskowej w standardzie Cztery Trzecie wynosi około 25 mm. Dla porównania, w systemach małoobrazkowych długość standardowej ogniskowej wynosi około 50 mm. Oznacza to, że obiektyw 300 mm w systemie 4/3 da ten sam kąt widzenia, co obiektyw 600 mm w formacie małoobrazkowym 35 mm. Wynika to również z ekwiwalentu ogniskowej obiektywu w odniesieniu do „full frame”, który otrzymuje się jako iloczyn wartości „crop” i długości ogniskowej obiektywu aparatu z rozmiarem przetwornika obrazu dla tej wartości crop (dla powyższego przykładu jest to: 2 × 300 mm = 600 mm).
Standardowi podlega typ, rozmiar i kształt bagnetowego mocowania obiektywu oraz średnica otworu mocowania, tak aby zapewnić wymienność obiektywów. 4/3 jest systemem otwartym, każdy może produkować kompatybilne korpusy oraz obiektywy.

### Wymiary matrycy
- 17,3×13 mm (szerokość, wysokość)
- 21,6 mm (przekątna); dla porównania przekątna formatu małoobrazkowego to 43,2 mm.

### Cechy systemu
W porównaniu do konkurencyjnych rozwiązań z większymi matrycami, system 4/3 ma następujące cechy:
- przy tym samym kącie widzenia obiektyw ma mniejszą ogniskową, co prowadzi do uzyskania większej głębi ostrości;
- łatwiej uzyskać małe kąty widzenia (większe „przybliżenie”);
- trudniej jest uzyskać szerokie kąty widzenia;
- mniejsze matryce posiadają mniejszy rozmiar pojedynczego piksela (przy takiej samej rozdzielczości), co obniża jego możliwości rejestracji światła, w związku z tym charakteryzują się one większymi szumami i mniejszym zakresem dynamicznym rejestrowanego obrazu;
- obiektywy i korpusy aparatów mogą być mniejsze;
- inne proporcje obrazu zmniejszają różnicę jasności i jakości między krańcami a centrum obrazu.

### Uczestnicy projektu
W skład projektu 4/3 wchodzą firmy (zgodnie z umową z Photo Marketing Association Annual Convention and Trade Show z roku 2006):
- Fuji
- Kodak
- Leica
- Olympus
- Panasonic
- Sanyo
- Sigma

W 2013 r. do projektu Mikro Cztery Trzecie przystąpiło pięć kolejnych firm: Blackmagic Design Ltd, JK Imaging Ltd, Photron Ltd, SVS-VISTEK GmbH oraz View Plus Inc.

## Aparaty cyfrowe wykorzystujące system 4/3
- Olympus: modele E-1, E-3, E-5, E-30, E-300, E-330, E-400, E-410, E-420, E-450, E-500, E-510, E-520, E-620
- Panasonic: modele DMC L-1, DMC L-10
- Leica: model Digilux 3.